# Chaloenus subcostatus
Chaloenus subcostatus es un coleóptero de la familia Chrysomelidae.
Fue descrita científicamente en 1899 por Jacoby.